# Пітер Ґрабб (зоолог)
Пітер Ґрабб (1942 — 23 грудня 2006) — британський зоолог. Він часто співпрацював з Коліном Ґровсом і описав кілька нових таксонів ссавців, включаючи Felis margarita harrisoni (підвид кота барханного), мунтжака борнейського, нігерійського білогорлого ґвенона, Cephalophus nigrifrons hypoxanthus, дуїкера білоногого, Cephalophus silvicultor curticeps, Cephalophus weynsi lestradei, кабаргу кашмірську та Piliocolobus epieni.
Ґрабб народився в Дамфріс, графство Дамфрісшир, але переїхав до Ілінґа, Західного Лондона, коли був маленькою дитиною. Його батько, Вільям Ґрабб, був хіміком-дослідником в Імперській хімічній промисловості, а пізніше працював викладачем природничих наук у Лондоні. Його мати Анна Сірутіс була шкільною вчителькою з Литви. Його молодша сестра Катріна — художниця.
Після закінчення навчання за спеціальністю «Зоологія» в Університетському коледжі Лондона Ґрабб працював науковим асистентом у Велком-Інституті Лондонського зоологічного товариства. У 1960-х роках він на три роки поїхав до Сент-Кілди, де вивчав специфічну породу овець для своєї докторської дисертації. За цю роботу він отримав спеціальну відзнаку як володар другого місця в конкурсі на премію Томаса Генрі Гакслі Лондонського зоологічного товариства у 1968 році. Того ж року він взяв участь в експедиції Королівського товариства до Альдабри, де працював, зокрема, над вивченням гігантських альдабрських черепах. Згодом він протягом дванадцяти років читав лекції в Університеті Ґани. Його основною сферою досліджень були таксономія та поширення африканських ссавців.
У 1993 та 2005 роках він написав розділи про парнокопитних та непарнокопитних для видання «Види ссавців світу». Він також робив внесок у публікацію «Види ссавців» (Mammalian Species), журнал Американського товариства мамологів. Він опублікував контрольні списки ссавців Західної Африки (наприклад, для Сьєрра-Леоне, Ґамбії та Ґани) та написав кілька перероблених версій, зокрема про бородавочників, геренуків та буйволів. У 1993 році він став співредактором публікації МСОП «Свині, пекарі та бегемоти: дослідження стану та план дій щодо збереження».
У 1977 році ботанік Френсіс Реймонд Фосберг назвав різновид Portulaca mauritiensis var. grubbii з Космоледо на честь Ґрабба, який тепер включений до Portulaca mauritiensis var. aldabrensis.
У червні 2006 року його було нагороджено премією Stamford Raffles Award Лондонського зоологічного товариства.
Після двох операцій Пітер Ґрабб помер від раку в грудні 2006 року. Він був одружений і мав двох дітей.